# Лоренс (Массачусетс)
Ло́ренс (также Лоуренс, англ. Lawrence) — город на северо-востоке США в штате Массачусетс в Новой Англии на реке Мерримак.

## Население
Население Лоренса — около 70 тысяч жителей, вместе с соседним городом Хейверилл и общей пригородной зоной — 232 тысяч жителей.
В городе самый высокий процент латиноамериканцев в Массачусетсе.

## Промышленность
В городе развиты текстильная, швейная, кожевенно-обувная, радиоэлектронная, резиновая, бумажная, военная промышленность, налажено производство оборудования для текстильной и обувной промышленности. Работает в промышленности около 40 тыс. человек (из них 15 тыс. человек — в пределах Лоуренса).